# Ebenus pinnata
Ebenus pinnata là một loài thực vật có hoa trong họ Đậu. Loài này được Aiton miêu tả khoa học đầu tiên.